# Борисов Євген Михайлович
Борисов Євген Михайлович (нар. 1972, Одеса, УРСР) — колишній воєнком Одеської області, якому ДБР винесло підозру у корупції. Полковник Збройних сил України.

## Життєпис
Євген Михайлович Борисов народився в 1972 році в Одесі. Навчався на політрука у вищому військово-політичному училищі протиповітряної оборони Ленінграда (нині закрите). Пізніше навчався в Київському національному університеті та національному університеті оборони. Має звання кандидата наук з юриспруденції.
Після училища служив у РФ у зенітному дивізіоні танкового полку. З 1996 року понад 20 років працював у військкоматах Одеси, став керівником одного з районних відділень. 2019 року очолив Одеський міський військкомат, територіальний центр комплектування та соціальної підтримки.
Нібито брав участь в АТО на Донбасі, але крім згадок в офіційній біографії, інших підтверджень цього немає.[джерело?]
23 липня 2023 року звільнений з посади Начальника Одеського обласного ТЦК та СП.

## Розслідування

### Підозра у підробці документів
В жовтні 2024 року було завершено розслідування у звинуваченні щодо підробки документів, обвинувальний акт було направлено до суду.

### Підозра у зловживанні службовим становищем в умовах воєнного стану
Влітку 2023 року Борисова зняли з посади очільника Одеського ТЦК і заарештували за підозрою у зловживанні службовим становищем в умовах воєнного стану.
Дружина Борисова стала власницею приміщень вартістю 3,7 млн євро та орендувала нерухомість на 5 000 євро на місяць у Марбельї в Іспанії. За даними слідства, він отримав $5 млн шляхом отримання хабарів із військовозобов'язаних. Також Борисов під виглядом гуманітарної допомоги ввіз до України новий автомобіль Mercedes G63 AMG[джерело?].

### Звинувачення у легалізації майна, отриманого злочинним шляхом
У травні 2024 року Борисова повторно взяли під варту з заставою у 140 млн грн за підозрою в легалізації майна, отриманого злочинним шляхом.
25 грудня 2024 року Борисова повторно затримали після внесення ним 39,4 млн грн застави. За даними ДБР, він оформив собі небойову травму, отриманої не під час виконання службових обов'язків, як пов'язаної з захистом Батьківщини. На підставі неправильного рішення службової перевірки та відповідно до висновку МСЕК, йому було безпідставно нараховано винагороду на 165 тис. грн за квітень-червень 2022 року. Його знову відправили до СІЗО з заставою в 402 млн грн.
У березні 2025 року ДБР завершило досудове розслідування, обвинувальний акт скеровано до суду. У червні розмір застави було збільшено до 45,4 млн грн.

## Нагороди
- Орден Богдана Хмельницького III ступеня (2022)
- 2020 року посів № 22 серед впливових одеситів за версією видання «Одеса-медіа»[8]

## Родина
- Олександра — друга дружина, 1987 р.н.. займається роздрібним продажем одягу, має магазини в київському та львівському торгових центрах. Одружилися 2015 року.
- Двоє дітей[1]